# Esbjerg (comuna)
A Comuna de Esbjerg (em dinamarquês: Esbjerg Kommune;  PRONÚNCIA) é um município dinamarquês, localizado na região da Dinamarca do Sul (Region Syddanmark).

O seu centro administrativo é Esbjerg, a quinta maior cidade do país.

O município tem uma área de 794,5 km² e uma população de 115 652 habitantes, segundo o censo de 2019.